# Абдуллаєв Кенжа
Кенжа Абдуллаєв (4 квітня 1948, кишлак Мухаман, тепер Хазараспського району Хорезмської області, Узбекистан) — радянський узбецький діяч, бригадир бетонярів будівельно-монтажного управління № 3 управління будівництва «Туямуюнгідробуд» Хазараспського району Хорезмської області Узбецької РСР. Член Центральної контрольної комісії КПРС у 1990—1991 роках.

## Життєпис
З 1966 по 1967 рік працював теслею в радгоспі Хазараспського району Хорезмської області Узбецької РСР.
З 1967 по 1969 рік служив у Радянській армії.
З 1970 року — муляр будівельно-монтажного управління № 2 управління будівництва «Туямуюнгідробуд» Хазараспського району Хорезмської області Узбецької РСР.
У 1974 році закінчив Ташкентський кооперативний технікум, здобув спеціальність техніка-будівельника.
З 1974 року — майстер, бригадир бетонярів будівельно-монтажного управління № 3 управління будівництва «Туямуюнгідробуд» Хазараспського району Хорезмської області Узбецької РСР.
Член КПРС з 1980 року.
Подальша доля невідома.